# Asprógeia
Asprógeia (Asprogeia) är en ort i Grekland.   Den ligger i prefekturen Nomós Florínis och regionen Västra Makedonien, i den norra delen av landet, 300 km nordväst om huvudstaden Aten. Asprógeia ligger 741 meter över havet och antalet invånare är 209.
Terrängen runt Asprógeia är kuperad österut, men västerut är den bergig. Runt Asprógeia är det ganska tätbefolkat, med 100 invånare per kvadratkilometer. Närmaste större samhälle är Florina, 19,4 km norr om Asprógeia. Omgivningarna runt Asprógeia är en mosaik av jordbruksmark och naturlig växtlighet.